# Општина Апасео ел Гранде (Гванахуато)
Апасео ел Гранде (шп. Apaseo el Grande) општина је у Мексику у савезној држави Гванахуато. Општина се налази на надморској висини од 1774 м.

## Становништво
Према подацима из 2010. у општини је живело 85319 становника.

### Хронологија
| Година       | 2000                  | 2005                  | 2010                  |
| ------------ | --------------------- | --------------------- | --------------------- |
| Становништво | 68738 (32768 / 35970) | 73863 (34953 / 38910) | 85319 (41038 / 44281) |

### Попис
| \| \| м \| \| \| ж \| \| 0—2 \| 2.827 \| \| \| 2.690 \| \| 3—5 \| 2.911 \| \| \| 2.823 \| \| 6—11 \| 5.768 \| \| \| 5.531 \| \| 12—14 \| 2.702 \| \| \| 2.633 \| \| 15—17 \| 2.837 \| \| \| 2.731 \| \| 18—24 \| 5.370 \| \| \| 6.094 \| \| 60+ \| 3.183 \| \| \| 3.528 \| \| Просек : \| 26,7 \| \| \| 28,1 \| |       |  |  |       |
| |       |  |  |       |
| | м     |  |  | ж     |
| 0—2 | 2.827 |  |  | 2.690 |
| 3—5 | 2.911 |  |  | 2.823 |
| 6—11 | 5.768 |  |  | 5.531 |
| 12—14 | 2.702 |  |  | 2.633 |
| 15—17 | 2.837 |  |  | 2.731 |
| 18—24 | 5.370 |  |  | 6.094 |
| 60+ | 3.183 |  |  | 3.528 |
| Просек : | 26,7  |  |  | 28,1  |

| #   | Индикатор                                                                                        | Вредност |
| --- | ------------------------------------------------------------------------------------------------ | -------- |
| 1   | Становништво од 0 до 2 године                                                                    | 5517     |
| 2   | Мушко становништво од 0 до 2 године                                                              | 2827     |
| 3   | Женско становништво од 0 до 2 године                                                             | 2690     |
| 4   | Становништво са 3 и више година                                                                  | 79683    |
| 5   | Мушко становништво са 3 и више година                                                            | 38149    |
| 6   | Женско становништво са 3 и више година                                                           | 41534    |
| 7   | Становништво са 5 и више година                                                                  | 75805    |
| 8   | Мушко становништво са 5 и више година                                                            | 36198    |
| 9   | Женско становништво са 5 и више година                                                           | 39607    |
| 10  | Становништво са 12 и више година                                                                 | 62650    |
| 11  | Мушко становништво са 12 и више година                                                           | 29470    |
| 12  | Женско становништво са 12 и више година                                                          | 33180    |
| 13  | Становништво са 15 и више година                                                                 | 57315    |
| 14  | Мушко становништво са 15 и више година                                                           | 26768    |
| 15  | Женско становништво са 15 и више година                                                          | 30547    |
| 16  | Становништво са 18 и више година                                                                 | 51747    |
| 17  | Мушко становништво са 18 и више година                                                           | 23931    |
| 18  | Женско становништво са 18 и више година                                                          | 27816    |
| 19  | Становништво од 3 до 5 година                                                                    | 5734     |
| 20  | Мушко становништво од 3 до 5 година                                                              | 2911     |
| 21  | Женско становништво од 3 до 5 година                                                             | 2823     |
| 22  | Становништво од 6 до 11 година                                                                   | 11299    |
| 23  | Мушко становништво од 6 до 11 година                                                             | 5768     |
| 24  | Женско становништво од 6 до 11 година                                                            | 5531     |
| 25  | Становништво од 8 до 14 година                                                                   | 12883    |
| 26  | Мушко становништво од 8 до 14 година                                                             | 6595     |
| 27  | Женско становништво од 8 до 14 година                                                            | 6288     |
| 28  | Становништво од 12 до 14 година                                                                  | 5335     |
| 29  | Мушко становништво од 12 до 14 година                                                            | 2702     |
| 30  | Женско становништво од 12 до 14 година                                                           | 2633     |
| 31  | Становништво од 15 до 17 година                                                                  | 5568     |
| 32  | Мушко становништво од 15 до 17 година                                                            | 2837     |
| 33  | Женско становништво од 15 до 17 година                                                           | 2731     |
| 34  | Становништво од 18 до 24 године                                                                  | 11464    |
| 35  | Мушко становништво од 18 до 24 године                                                            | 5370     |
| 36  | Женско становништво од 18 до 24 године                                                           | 6094     |
| 37  | Женско становништво од 15 до 49 година                                                           | 24051    |
| 38  | Становништво са 60 и више година                                                                 | 6711     |
| 39  | Мушко становништво са 60 и више година                                                           | 3183     |
| 40  | Женско становништво са 60 и више година                                                          | 3528     |
| 41  | Однос између мушкараца и жена                                                                    | 92.68    |
| 42  | Становништво од нуле до 14 година                                                                | 27885    |
| 43  | Становништво од 15 до 64 године                                                                  | 52499    |
| 44  | Становништво од 65 година и више                                                                 | 4816     |
| 45  | Просечан број деце                                                                               | 2.64     |
| 46  | Становништво рођено у ентитету                                                                   | 70593    |
| 47  | Мушко становништво рођено у ентитету                                                             | 33784    |
| 48  | Женско становништво рођено у ентитету                                                            | 36809    |
| 49  | Становништво рођено у другом ентитету                                                            | 13927    |
| 50  | Мушко становништво рођено у другом ентитету                                                      | 6863     |
| 51  | Женско становништво рођено у другом ентитету                                                     | 7064     |
| 52  | Становништво од 5 година и више резидентно у ентитету у јуну 2005. године                        | 70248    |
| 53  | Мушко становништво старосног доба од 5 година и више, резидентно у ентитету у јуну 2005. године  | 32884    |
| 54  | Женско становништво старосног доба од 5 и више година, резидентно у ентитету у јуну 2005. године | 37364    |
| 55  | Становништво од 5 година и више које је живело у другом ентитету у јуну 2005. године             | 3405     |
| 56  | Мушко становништво старије од 5 година које је живело у другом ентитету у јуну 2005. године      | 1709     |
| 57  | Женско становништво старије од 5 година које је живело у другом ентитету у јуну 2005. године     | 1696     |
| 58  | Становништво од 3 године и више које говори аутохтони језик                                      | 152      |
| 59  | Мушко становништво старо 3 године и више које говори аутохтони језик                             | 81       |
| 60  | Женско становништво старо 3 године и више које говори аутохтони језик                            | 71       |
| 61  | Становништво од 3 године и више које говори аутохтони језик и не говори шпански језик            | 0        |
| 62  | Мушко становништво старо 3 године и више које говори аутохтони језик и не говори шпански         | 0        |
| 63  | Женско становништво старо 3 године и више које говори аутохтони језик и не говори шпански језик  | 0        |
| 64  | Становништво старо 3 године и више које говори аутохтони језик и шпански                         | 66       |
| 65  | Мушко становништво старо 3 године и више које говори аутохтони језик и шпански                   | 38       |
| 66  | Женско становништво старо 3 године и више које говори аутохтони језик и шпански                  | 28       |
| 67  | Становништво од 5 година и више које говори аутохтони језик                                      | 150      |
| 68  | Становништво од 5 година и више које говори аутохтони језик и не говори шпански језик            | 0        |
| 69  | Становништво од 5 година и више које говори аутохтони језик и говори шпански језик               | 66       |
| 70  | Становништво у домородачким домаћинствима                                                        | 350      |
| 71  | Становништво са ограничењима у активностима                                                      | 4978     |
| 72  | Становништво са ограниченим ходањем или кретањем, горе или доле                                  | 2844     |
| 73  | Становници са ограничењима вида, чак и уз кориштење сочива                                       | 1486     |
| 74  | Становништво са ограничењима говора, комуникације или конверзације                               | 483      |
| 75  | Становништво са ограниченим слухом                                                               | 465      |
| 76  | Становништво са ограничењима при одевању, купању или јелу                                        | 310      |
| 77  | Становништво са ограничењима у опажању или учењу једноставних ствари                             | 339      |
| 78  | Становништво са менталним ограничењима                                                           | 386      |
| 79  | Становништво без ограничења активности                                                           | 80003    |
| 80  | Становништво од 3 до 5 година које не похађа школу                                               | 2490     |
| 81  | Мушко становништво од 3 до 5 година које не похађа школу                                         | 1254     |
| 82  | Женско становништво од 3 до 5 година које не похађа школу                                        | 1236     |
| 83  | Становништво од 6 до 11 година које не похађа школу                                              | 325      |
| 84  | Мушко становништво од 6 до 11 година које не похађа школу                                        | 182      |
| 85  | Женско становништво од 6 до 11 година које не похађа школу                                       | 143      |
| 86  | Становништво од 12 до 14 година које не похађа школу                                             | 469      |
| 87  | Мушко становништво од 12 до 14 година које не похађа школу                                       | 221      |
| 88  | Женско становништво од 12 до 14 година које не похађа школу                                      | 248      |
| 89  | Становништво од 15 до 17 година похађа школу                                                     | 3346     |
| 90  | Мушко становништво од 15 до 17 година похађа школу                                               | 1680     |
| 91  | Женско становништво између 15 и 17 година живота у школи                                         | 1666     |
| 92  | Становништво од 18 до 24 године похађа школу                                                     | 1757     |
| 93  | Мушко становништво од 18 до 24 године похађа школу                                               | 838      |
| 94  | Женско становништво од 18 до 24 године похађа школу                                              | 919      |
| 95  | Становништво од 8 до 14 година које не може да чита и пише                                       | 508      |
| 96  | Мушко становништво старосног доба од 8 до 14 година које не може да чита и пише                  | 306      |
| 97  | Женско становништво старосног доби од 8 до 14 година које не може да чита и пише                 | 202      |
| 98  | Становништво од 15 година и више које је неписмено                                               | 5874     |
| 99  | Мушко становништво од 15 година и више које је неписмено                                         | 2265     |
| 100 | Женско становништво од 15 година и више које је неписмено                                        | 3609     |
| 101 | Становништво старо 15 и више година без школовања                                                | 6816     |
| 102 | Мушко становништво старо 15 и више година без школовања                                          | 3070     |
| 103 | Женско становништво старо 15 и више година без школовања                                         | 3746     |
| 104 | Становништво старосног доба 15 и више година са непотпуним основним образовањем                  | 8239     |
| 105 | Мушко становништво старосног доба од 15 година и више са непотпуном основним образовањем         | 3618     |
| 106 | Женско становништво старосног доба 15 и више година са непотпуном основним образовањем           | 4621     |
| 107 | Становништво старо 15 и више година са комплетним основним образовањем                           | 11492    |
| 108 | Мушко становништво старо 15 година и више са комплетним основним образовањем                     | 4934     |
| 109 | Женско становништво старо 15 и више година са комплетним основним образовањем                    | 6558     |
| 110 | Становништво старосног доба 15 и више година са непотпуним средњим образовањем                   | 3584     |
| 111 | Мушко становништво старосног доба од 15 година и више са непотпуним средњим образовањем          | 1968     |
| 112 | Женско становништво старосног доба од 15 година и више са непотпуним средњим образовањем         | 1616     |
| 113 | Становништво старо 15 и више година са пуним секундарном образовањем                             | 15553    |
| 114 | Мушко становништво старосног доба од 15 година и више са пуним секундарном образовањем           | 7508     |
| 115 | Женско становништво старосног доба од 15 година и више са пуним секундарном образовањем          | 8045     |
| 116 | Становништво старије од 18 година са постосновним образовањем                                    | 10182    |
| 117 | Мушко становништво старије од 18 година са постосновним образовањем                              | 5032     |
| 118 | Женско становништво старије од 18 година са постосновним образовањем                             | 5150     |
| 119 | Просечна оцена школовања                                                                         | 7.09     |
| 120 | Просечан ниво образовања мушке популације                                                        | 7.26     |
| 121 | Просечан ниво образовања женског становништва                                                    | 6.95     |
| 122 | Економски активно становништво                                                                   | 31625    |
| 123 | Економски активна мушка популација                                                               | 21571    |
| 124 | Економски активна женска популација                                                              | 10054    |
| 125 | Становништво које није економски активно                                                         | 30703    |
| 126 | Мушко становништво које није економски активно                                                   | 7697     |
| 127 | Женско становништво које није економски активно                                                  | 23006    |
| 128 | Запослено становништво                                                                           | 29688    |
| 129 | Запослено мушко становништво                                                                     | 19943    |
| 130 | Запослено женско становништво                                                                    | 9745     |
| 131 | Незапослена популација                                                                           | 1937     |
| 132 | Незапослена мушка популација                                                                     | 1628     |
| 133 | Незапослена женска популација                                                                    | 309      |
| 134 | Становништво без права на здравствене услуге                                                     | 25154    |
| 135 | Становништво које има право на здравствене услуге                                                | 59969    |
| 136 | Становништво које има право на ИМСС                                                              | 25963    |
| 137 | Становништво које има право на социјално осигурање                                               | 2807     |
| 138 | Становништво које има право на државно социјално осигурање                                       | 102      |
| 139 | Становништво које има право на опште осигурање или здравствено осигурање за нову генерацију      | 31734    |
| 140 | Становништво које је било једном или није било у браку током 12 година и више                    | 21430    |
| 141 | Венчано или уједињено становништво од 12 година и више                                           | 37011    |
| 142 | Становништво које је било у браку или уједињено 12 година и више                                 | 4110     |
| 143 | Становништво са католичком религијом                                                             | 80554    |
| 144 | Протестанти, еванђелисти и библијски следбеници различити од еванђелиста                         | 2895     |
| 145 | Становништво са другим религијама различитим од претходних                                       | 21       |
| 146 | Становништво без религије                                                                        | 972      |
| 147 | Укупно пописаних домаћинства                                                                     | 20103    |
| 148 | Пописна домаћинства на челу са мушкарцима                                                        | 14919    |
| 149 | Пописна домаћинства на челу са женама                                                            | 5184     |
| 150 | Становништво у пописним домаћинствима                                                            | 85202    |
| 151 | Становништво у пописним домаћинствима на челу са мушкарцима                                      | 65148    |
| 152 | Становништво у пописним домаћинствима на челу са женама                                          | 20054    |
| 153 | Укупно домаћинстава                                                                              | 25348    |
| 154 | Укупно насељених домаћинстава                                                                    | 20135    |
| 155 | Укупно приватних кућа                                                                            | 25316    |
| 156 | Насељени приватни домови                                                                         | 20103    |
| 157 | Укупно насељених приватних кућа                                                                  | 20131    |
| 158 | Ненасељене приватне куће                                                                         | 4167     |
| 159 | Појединачна домаћинства за привремену употребу                                                   | 1046     |
| 160 | Становници у насељеним приватним кућама                                                          | 85202    |
| 161 | Насељеност станара у приватним становима                                                         | 4.24     |
| 162 | Просечно становника по соби у приватним насељеним домаћинствима                                  | 1.23     |
| 163 | Појединачна домаћинства са подовима од различитих материјала од земље                            | 19259    |
| 164 | Појединачна домаћинства у приземљу                                                               | 785      |
| 165 | Појединачна домаћинства са једном спаваћом собом                                                 | 7066     |
| 166 | Појединачна домаћинства са две спаваће собе и више                                               | 12975    |
| 167 | Појединачна домаћинства са једним собом                                                          | 1135     |
| 168 | Појединачна домаћинства са две собе                                                              | 3970     |
| 169 | Појединачна домаћинства са 3 собе и више                                                         | 14901    |
| 170 | Појединачна домаћинства која имају електрично светло                                             | 19689    |
| 171 | Појединачна домаћинства која немају електрично светло                                            | 350      |
| 172 | Појединачна домаћинства која имају водоводну воду у стамбеном простору                           | 18256    |
| 173 | Појединачна домаћинства која немају водоводну воду у стамбеном простору                          | 1768     |
| 174 | Појединачна домаћинства која имају тоалет                                                        | 18526    |
| 175 | Појединачна домаћинства која имају канализацију                                                  | 18119    |
| 176 | Појединачна домаћинства која немају канализацију                                                 | 1902     |
| 177 | Појединачна домаћинства која имају електрично светло, довод воде из јавне мреже и канализацију   | 16722    |
| 178 | Појединачна домаћинства без икаквих услова                                                       | 277      |
| 179 | Појединачна домаћинства која имају радио                                                         | 16212    |
| 180 | Појединачна домаћинства која имају телевизор                                                     | 19193    |
| 181 | Појединачна домаћинства која имају фрижидер                                                      | 16821    |
| 182 | Појединачна домаћинства која имају машину за веш                                                 | 12529    |
| 183 | Појединачна домаћинства која имају аутомобил или комби                                           | 8404     |
| 184 | Појединачна домаћинства која имају рачунар                                                       | 2920     |
| 185 | Појединачна домаћинства која имају фиксну телефонску линију                                      | 5375     |
| 186 | Појединачна домаћинства која имају мобилни телефон                                               | 11573    |
| 187 | Појединачна домаћинства која имају приступ интернету                                             | 1479     |